# Yunxi, Yueyang
Yunxi är ett stadsdistrikt i Yueyang i Hunan-provinsen i södra Kina.